# Tegal Sari Mandala I
Tegal Sari Mandala I is een bestuurslaag in het regentschap Medan van de provincie Noord-Sumatra, Indonesië. Tegal Sari Mandala I telt 10.632 inwoners (volkstelling 2010).